# Бурки (посёлок железнодорожной станции)
Бурки — населённый пункт (тип: станция) в Саратовском районе Саратовской области России. С 1 января 2022 года входит в состав городского округа Саратова.

## История
В 1927 году, в 25 км от станции Саратов, появился «Разъезд № 13», позднее получивший название Буркин по названию близлежащего лесу и ближайшего населённого пункта. В 30-е годы эту дорогу так и не достроили. В 1942 году, во время строительства Волжской рокады, уже готовая часть железной дороги вновь оказалась задействованной, однако теперь ей суждено было соединить Саратов и Сталинград.
Во второй половине XX века посёлок железнодорожной станции входил в Колотово-Буеракский сельсовет Саратовского района, а с 1980 года он встречается в списках и на картах с современным названием Бурки.
На станции имеется четыре железнодорожных пути. В 2004 году они были удлинены, теперь здесь могут останавливаться длинносоставные поезда.

## Физико-географическая характеристика
Посёлок железнодорожной станции расположен в южной части Саратовского района, на железнодорожной ветке Саратов — Петров Вал. Расстояние до административного центра поселка Тепличный — 10 км, до областного центра составляет 20 км. С областным центром Бурки связаны автодорогой. Посёлок находится у станции Буркин.
Часовой пояс
Посёлок железнодорожной станции Бурки, как и вся Саратовская область, находится в часовой зоне МСК+1. Смещение применяемого времени относительно UTC составляет +4:00.
Уличная сеть
В посёлке железнодорожной станции Бурки одна единственная улица — Лесная.

## Население
| 2010 |
| ---- |
| 16   |

На станции на 1 января 2018 года проживало 11 человек, насчитывается 9 домовладений.

## Пригородное сообщение по станции
| № поезда | Маршрут движения  | № поезда | Маршрут движения  |
| -------- | ----------------- | -------- | ----------------- |
| 6304     | Аткарск — Карамыш | 6316     | Тарханы — Карамыш |
| 6303     | Карамыш — Тарханы | 6325     | Карамыш — Тарханы |